# Gonzalo Sagi-Vela
Gonzalo Sagi-Vela Fernández-Pérez (Madrid, 25 de febrer de 1950) és un exjugador de bàsquet espanyol que va jugar entre els anys 70 i 80. Jugava en les posicions d'escorta i aler, i mesurava 1,85 m d'alçada. El seu avi era Emili Sagi Barba.
Va ser alumne del Col·legi Nuestra Señora de las Maravillas de Madrid, i es va formar a les categories inferiors de l'Estudiantes, on va debutar en la lliga espanyola en la temporada 1968-69. En l'Estudiantes va desenvolupar la primera part de la seva carrera professional, on hi va jugar fins a l'any 1979, convertint-se en un dels seus jugadors clau en aquesta època. Va ser el màxim anotador de la lliga espanyola en la temporada 1971-72 amb 475 punts en 22 partits (21,6 punts per partit). Posteriorment va jugar al Joventut de Badalona (1979-1983) i al Caja de Ronda (1983-1985). Al club verd-i-negre es va proclamar campió de la Copa Korac en la temporada 1980-81.
Va ser internacional amb la selecció espanyola en 82 ocasions, sent medalla de plata en el Campionat d'Europa de 1973 celebrat a Barcelona. Prèviament, també havia estat internacional amb la selecció júnior.